# سكوت ماسترز
سكوت ماسترز (بالإنجليزية: Scott Masters)‏ هو منتج أفلام أمريكي، ولد في القرن العشرين في إلينوي في الولايات المتحدة.

## وصلات خارجية
- سكوت ماسترز على موقع IMDb (الإنجليزية)
- سكوت ماسترز على موقع قاعدة بيانات الفيلم (الإنجليزية)